# Desa Panongan (administrativ by i Indonesien, lat -6,87, long 108,57)
Desa Panongan är en administrativ by i Indonesien.   Den ligger i provinsen Jawa Barat, i den västra delen av landet, 200 km öster om huvudstaden Jakarta. Desa Panongan ligger vid sjön Setu Sedong.